# Shim Eun-woo
Park So-ri (hangul: 박소리) mejor conocida artísticamente como Shim Eun-woo (hangul: 심은우; 2 de junio de 1992), es una actriz surcoreana.

## Biografía
Estudió en la Universidad Yong In.

## Carrera
Desde noviembre de 2019 es miembro de la agencia 앤유앤에이 컴퍼니. Previamente formó parte de la agencia 액터153.
En 2016 se unió al elenco recurrente de la serie Wanted donde interpretó a Lee Ji-eun, una BJ que tiene una pista decisiva para encontrar a un niño secuestrado.
En enero de 2018 se unió al elenco recurrente de la serie Radio Romance donde dio vida a Ga-moom, una sub-escritora de la estación de radio.
El 18 de diciembre del mismo año apareció por primera vez en la serie Less Than Evil donde interpretó a Jeon Joo-yeon, una joven que es secuestrada por el asesino en serie Jang Hyung-min (Kim Gun-woo).
En 2019 se unió al elenco recurrente de la serie Arthdal Chronicles Part 3: The Prelude To All Legends donde dio vida a Tapien, la esposa de Satenic (Jo Byung-gyu).
En marzo de 2020 se unió al elenco recurrente de la serie The World of the Married donde interpretó a Min Hyun-seo, una barman que es abusada físicamente por su novio Park In-gyu (Lee Hak-joo).
El 22 de febrero de 2021 se unió al elenco principal de la serie Love Scene Number donde dio vida a Lee Ha-ram, una maestra de primaria de veintinueve años que deja a su prometido en el altar debido a un cambio dramático de opinión.
En mayo del mismo año se une al elenco secundario de la serie Fly High Butterfly donde interpreta a Jen, una estilista de cabello.

## Filmografía

### Series de televisión
| Año             | Título                                                | Personaje           | Notas                                  |
| --------------- | ----------------------------------------------------- | ------------------- | -------------------------------------- |
| 2021 - presente | Fly High Butterfly                                    | Jen                 |                                        |
| 2021            | Love Scene Number                                     | Lee Ha-ram          | (ep. #3-4) - episodio «Love Scene #29» |
| 2020            | The World of the Married                              | Min Hyun-seo        |                                        |
| 2019            | Diary of a Prosecutor                                 | Ye-rim              | ep. #1                                 |
| 2019            | Arthdal Chronicles Part 3: The Prelude To All Legends | Tapien              | 5 episodios                            |
| 2018            | Less Than Evil                                        | Jeon Joo-yeon       | 4 episodios                            |
| 2018            | Matrimonial Chaos                                     | So Se-jin (17 años) |                                        |
| 2018            | Radio Romance                                         | Ga-moom             |                                        |
| 2017            | Suspicious Partner                                    | Hong Cha-eun        |                                        |
| 2017            | Rebel: Thief Who Stole the People                     | Chamán              |                                        |
| 2016            | Wanted                                                | Lee Ji-eun          |                                        |

### Películas
| Año  | Título            | Personaje            | Notas                                                                            |
| ---- | ----------------- | -------------------- | -------------------------------------------------------------------------------- |
| 2018 | The Closed Ward   | Ji-ho                | [ 9 ]                                                                            |
| 2018 | 60 Days of Summer | Sim Ga-eul           | junto a Jang Gwang, Yeon Joon-seok, Ahn Seung-gyun, Ha Sung-kwang y Jeon Sung-ae |
| 2016 | Queen of Walking  | Lee Ha-ni            | junto a Shim Eun-kyung, Park Joo-hee, Yoon Ji-won, Kim Kwang-kyu y Lee Jae-jin   |
| 2016 | Two Sisters       | Desertora Norcoreana | [ 10 ]                                                                           |

### Programas de variedades
| Año  | Programa            | Notas                              |
| ---- | ------------------- | ---------------------------------- |
| 2020 | King of Mask Singer | (ep. #255) - concursó como «Spear» |
| 2020 | Running Man         | (ep. #504) - invitada              |
| 2020 | On and Off          | (ep. #4-5, 16-17) - invitada       |

### Teatro
| Año  | Título           | Personaje | Notas |
| ---- | ---------------- | --------- | ----- |
| 2018 | Equus (에쿠우스) | 질 메이슨 |       |
| 2014 | Earthlings       | 66번      |       |

## Premios y nominaciones
| Año  | Categoría             | Premio                       | Trabajo                  | Resultado |
| ---- | --------------------- | ---------------------------- | ------------------------ | --------- |
| 2020 | Scene Stealer Actress | 18th Brand of the Year Award | The World of the Married | Ganó      |